# ソラトニワ

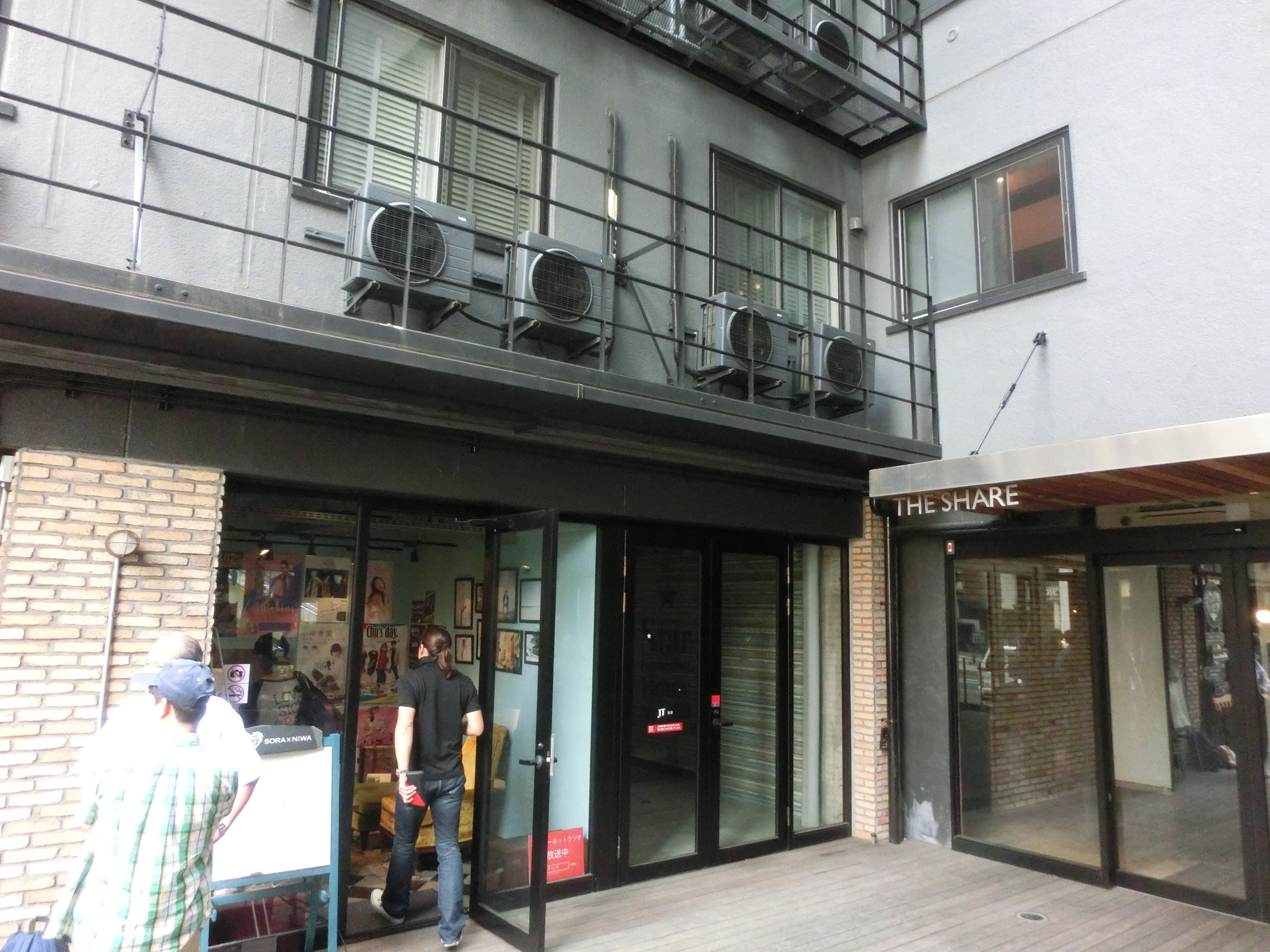
ソラトニワ原宿神宮前スタジオ

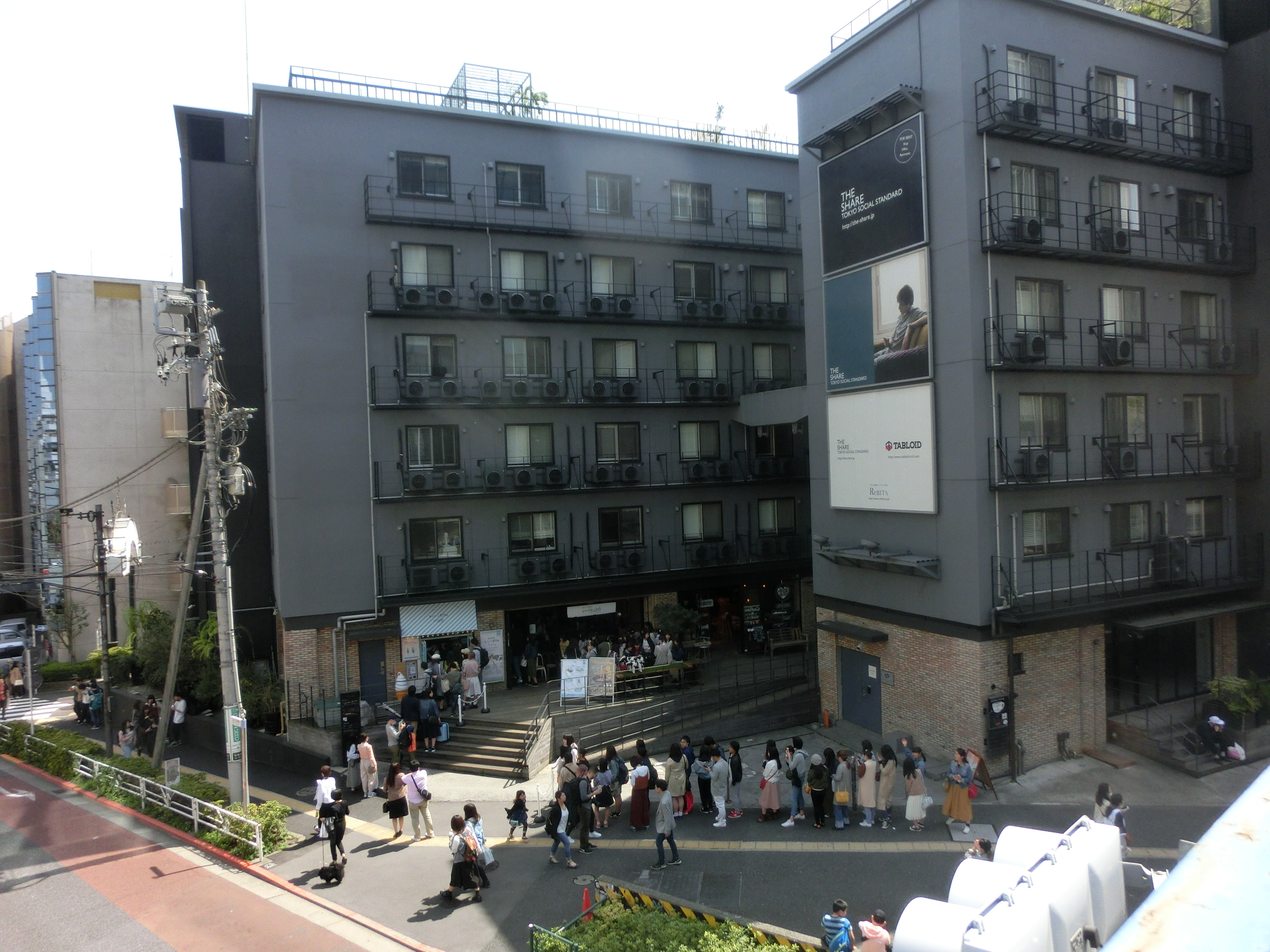
複合施設「THE SHARE」

sora×niwa（ソラトニワ）とは、n.o.s. productor株式会社（ノスプロダクター）の「家を飛び出して、街を、そして人生をもっと楽しもう」というコンセプトの下、インターネットを介して「『人、モノ、コト』をリアルにつなぎ合わせ、そこで生まれる価値が向上することを体現する」プロジェクト
である。

## 概要
ノスプロダクターは「ハレノヒ」ブランドの飲食店などを手掛ける企業である。
東京都渋谷区神宮前にラジオブース、セレクトショップ、イベントスペースの三つを持つ複合商業施設「THE SHARE」をsora×niwa原宿（ソラトニワはらじゅく）として開業した。
開業時にはミニFM（周波数88.8MHz）の存在が注目されたが、Ustreamでの配信、公式アプリによりスマートフォンで聴取可能であること、アプリのダウンロード時に会員登録を促し会員向けサービスをすることなど、その実態はインターネットラジオが主であり、後にはウェブラジオ局として紹介された。
更に大阪市の阪急うめだ本店にソラトニワ梅田、東京都中央区の銀座松屋・屋上庭園にソラトニワ銀座とミニFMの併設はないインターネットラジオを展開したが、諸般の事情によりすべて閉局した。
いずれもオープンスタジオを構えて再放送を除き原則生放送。スタジオ外でも聴取できた。

## 沿革
2012年（平成24年）
- 1月 - sora×niwa原宿開業[6]
  - 当初ミニFMは1週間で28番組を放送[4]
- 6月29日 - ソラトニワ銀座開局[7]
- 10月25日 - ソラトニワ梅田開局[8]

2016年（平成28年）
- 8月31日 - 諸般の事情によりソラトニワ銀座閉局、一部番組はソラトニワ原宿に移動

2018年（平成30年）
- 6月30日 - リニューアルの為ソラトニワ原宿のインターネットラジオはミニFMともども閉局[9]

2020年（令和2年）
- 3月8日 - ソラトニワ梅田全番組休止[10]
- 6月30日 - 諸般の事情によりソラトニワ梅田閉局[11]

2022年（令和4年）- 公式ウェブサイト消滅

## 主な番組

### ソラトニワ梅田
- BIGMAMAのコレから！ココから！（2018年9月6日 - 、毎週木曜日11:30 - 12:00
- 山口かおるが『紅白』出るまで応援してね。俺、石川敏男が応援団長だけどね。（第３木曜日、13:30 - 14:30）[12]
- 彩羽真矢のサブカルってる!!（毎週金曜日、18:30 - 19:30）[13]

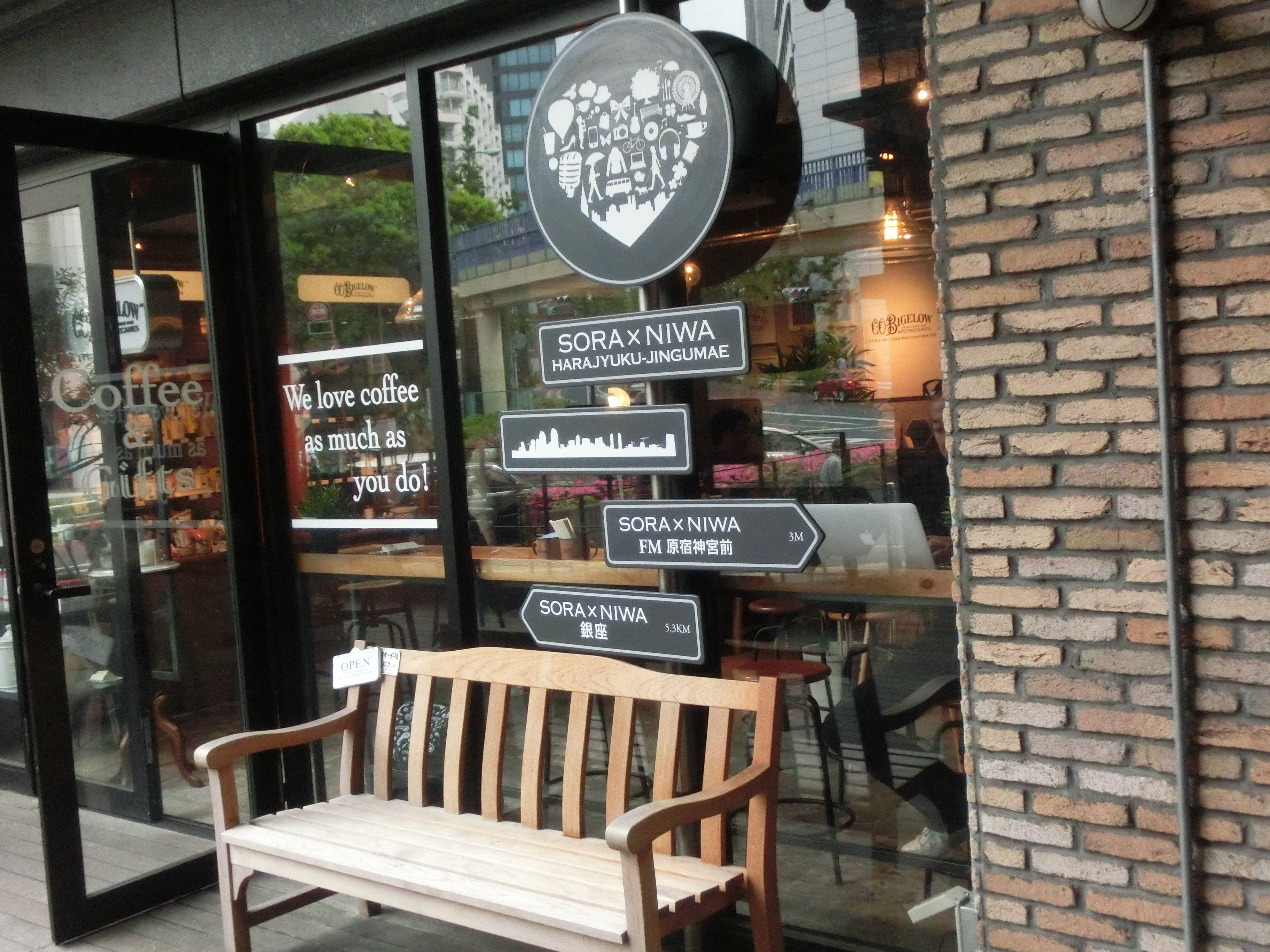
ソラトニワ原宿前ベンチ

### ソラトニワ原宿
中途終了のものを含む。
平日
- 大山愛未のAiming my way !（月：11:00 - 14:00 火：11:00 - 13:30）
- SICの今週で最終回（月：21:00 - 22:00）
- 大倉菜花・松山ユイ Girl's Power Make Up!（火：18:00 - 19:00）
- 原宿神宮前掲示板（火：13:00 - 15:30）出演：ちょんまげRYU
- 忠治・仁美のパリッとジャパン（水：11:30 - 13:00） - 出演：パニ定忠治、佐野仁美- ソラトニワ梅田から生放送
- HAPPY STYLE（水：13:00 - 14:30） - 出演：道端アンジェリカ
- 空と庭とちゃんもも◎と 〜プレアデス星団から愛をこめて〜（水：16:00 - 17:00）

- サンミュージックFM〜スギちゃんのラジオ（水：21:00 - 22:00）
- スギラジ スギちゃんのラジオ（仮）（水：21:00 - 22:00） - スギちゃんが多忙なために2015年にはほぼ2か月おきの出演となり、ほとんどが代打MCによる番組となった。
- X21 末永真唯・松田莉奈　すえまつのこれでいいじゃん!?（水：18:00 - 18:30）
- バーゲンセールの今日も大売出し！（水：18:30 - 19:00）
- 鈴木みのるのマンガ王に俺はなる！（水：19:30 - 20:30）
- fumikaのHappy School Radio NEO 出演：fumika（木：21:00 - 22:00）
- 金曜の昼下がりは…M探！（金：12:30 - 13:30）出演：柳田香織 (agehasprings)、祐日
- 原宿BODYSLAM BOYS（金：20:00 - 21:00）出演：佐々木敦規、岩谷麻優／川上アキラ、清野茂樹 - ソラトニワ銀座から移動
- ジェーン・スーのORDINARY FRIDAY～つまりシケた金曜日～ (金：20:00 - 22:00） 出演：ジェーン・スー

土曜日
- 逢沢一夏のSMILEY DAYS（11:00 - 14:00）出演：逢沢一夏
- 土曜の昼にAMOYAMOが…（12:00 - 13:30）出演：AMO、AYAMO
- スパローズの原宿神宮前芸人（20:00 - 21:00）
- ナベラジ（21:00 - 22:00）[14]出演（週替わり）：シャカ大熊、オナジミチ、中村涼子、ゴールデンエイジ

日曜日
- Cheer Up！ねくすとじぇねれーしょん（13:00 - 13:30）→2017年7月より「Cheer Up！Miss iDねくすと！」（1時間枠）
- Cheer Up！Miss iD（13:30 - 14:00）→2017年7月より上記枠と合体し、10月から30分番組「Cheer Up！Miss iD（神）」へ再編成。10月1日から12月10日まで「13時だョ！はっぴーぽー全員集合！」（出演：はっぴっぴ）を放送。
- 小野坂社長のオレこそがソラニワ！（18:00 - 19:30）出演：ソラトニワ社長 小野坂直之

### ソラトニワ銀座
- 銀座競馬倶楽部 村上卓史の馬イイ話！（水：17:00 - 18:30）[15]